# 吉野北人
吉野北人（日语：／ Yoshino Hokuto ，1997年3月6日—），日本歌手、演員，宮崎縣小林市出身，現為LDH JAPAN旗下所屬組合THE RAMPAGE from EXILE TRIBE成員。

## 演藝經歷
2014年4月，參加「VOCAL BATTLE AUDITION 4」並成功被選為THE RAMPAGE from EXILE的候補成員(Vocal)。
2014年7月7日至7月29日隨團體展開武者修行，並在同年9月12日的「武者修行 FINAL」宣佈成為正式成員。
2015年因團體被認為不具備足以出道的實力及心態，而暫停了活動。
2016年3月26日至4月17日隨團體展開第二次武者修行，同年9月15日所在團體宣布將於隔年出道。
2017年1月25日，隨團體以單曲"Lightning"出道。

## 音樂作品
关于THE RAMPAGE from EXILE TRIBE的音乐作品，请参见THE RAMPAGE from EXILE TRIBE#音樂作品

## 作品

### 電視劇
| 年份   | 劇名                             | 角色       |
| 2018年 | PRINCE OF LEGEND                 | 天堂光輝   |
| 2019年 | HiGH&LOW THE WORST EPISODE.O     | 高城司     |
| 2019年 | Kizoku Tanjou -PRINCE OF LEGEND- | 天堂光輝   |
| 2020年 | 6 from HiGH&LOW THE WORST        | 高城司     |
| 2021年 | 年齡差婚姻                       | Sean一之瀨 |
| 2021年 | 東京製麵所                       | 赤松幸太郎 |
| 2022年 | 魔法翻新！住宅改造女王           | 福山龍之介 |
| 2023年 | STAND UP START                   | 小野田魂虎 |

### 電影
| 年份   | 電影名                      | 角色     |
| 2019年 | PRINCE OF LEGEND 劇場版     | 天堂光輝 |
| 2019年 | HiGH&LOW 熱血街頭：極惡之道 | 高城司   |
| 2020年 | PRINCE OF LEGEND：貴族降臨  | 天堂光輝 |
| 2020年 | 我太受歡迎了怎麼辦真人版    | 六見遊馬 |
| 2022年 | HiGH&LOW THE WORST X        | 高城司   |
| 2023年 | MY (K)NIGHT                 | 刻       |

### 團體演唱会
- THE RAMPAGE LIVE TOUR 2017-2018 "GO ON THE RAMPAGE"（2017年12月-2018年8月）

- THE RAMPAGE LIVE TOUR 2019 "THROW YA FIST"（2019年2月-5月）

- THE RAMPAGE LIVE TOUR 2020 "RMPG"（2020年2月-5月）

- THE RAMPAGE PROLOGUE LIVE TOUR 2021 "REBOOT" ～WAY TO THE GLORY～（2021年3月-4月）

- THE RAMPAGE LIVE TOUR 2021 "REBOOT" ～WAY TO THE GLORY～（2021年7月-12月）

- THE RAMPAGE LIVE TOUR 2022 "RAY OF LIGHT"（2022年4月-9月）

- THE RAMPAGE LIVE TOUR 2023 "16" （2023年5月-9月）

### 書籍
- 2022年3月6日 「As i」